# Alton (Missouri)
Pour les articles homonymes, voir Alton.
La ville d'Alton est le siège du comté d'Oregon, situé dans l'État du Missouri, aux États-Unis. En 2012, elle comptait 880 habitants.